# Sabia lui Orion

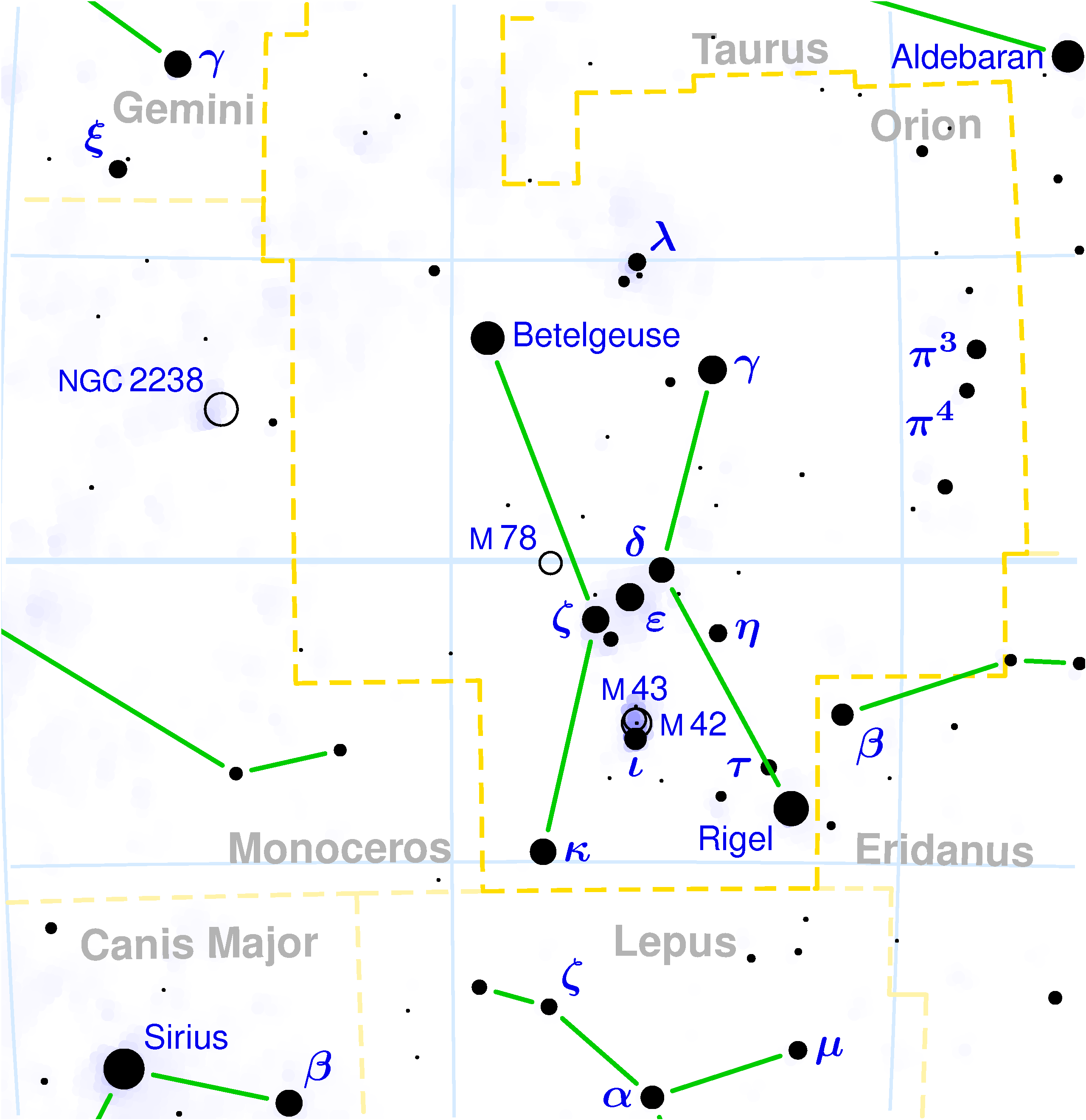
Harta constelației Orion.

Sabia lui Orion este un asterism astronomic în constelația Orion. Acesta cuprinde trei stele (42 Orionis, Theta Orionis și Iota Orionis) sub proeminentul asterism, centura lui Orion. Nebuloasa Orion (M42) este situată în centru. Acesta subliniază o direcție sud, seamănând de la distanță a sabie.
Cicero și Germanicus, traducătorii lucrării Phaenomena a lui Aratos, au denumit-o ensis, termen poetic latinesc pentru „sabie”. De asemenea, astronomii arabi au numit-o Saif al Jabbār, „Sabia Gigantului”. În China, este cunoscută 伐, „Pedeapsa”, iar în Japonia, Ko-mitsu-boshi （小三星）, „Micile Trei Stele”. În Finlanda, este numită Kalevanmiekka („sabia lui Kaleva”).